# Savoia-Marchetti SM.79
Savoia-Marchetti SM.79 Sparviero (Chim ưng) là một loại máy bay ném bom hạng trung ba động cơ của Ý, nó được làm từ gỗ và kim loại. Ban đầu nó được thiết kế làm máy bay chở khách, giai đoạn 1937–39, nó đã thiết lập 26 kỷ lục thế giới, đôi khi các kỷ lục này còn tương đương với các loại máy bay ném bom nhanh nhất trên thế giới lúc đó. Lần đầu tiên nó tham chiến là trong Nội chiến Tây Ban Nha và tất cả các mặt trận mà Ý tham gia trong Chiến tranh thế giới II. Nó trở thành máy bay nổi tiếng và thành công trên chiến trường Địa Trung Hải với nhiệm vụ máy bay ném bom thả ngư lôi. SM.79 là một máy bay nổi tiếng và chắc chắn nó là máy bay nổi tiếng nhất của Ý trong Chiến tranh thế giới II. Nó còn là máy bay ném bom được xuất khẩu rộng rãi nhất của Ý trong Chiến tranh thế giới II, với trên 1300 chiếc được chế tạo, và Ý vẫn còn sử dụng chúng cho đến năm 1952.

## Biến thể

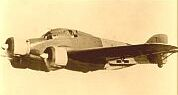
Savoia-Marchetti S.M.79-III

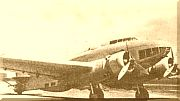
Savoia-Marchetti S.M.79B

SM.79
SM.79-I
SM.79-II
SM.79-III
SM.79B
SM.79C
SM.79JR
SM.79K
Phiên bản cho Nam Tư.
SM.79T
Phiên bản chở VIP tầm xa.
SM.79 Flying Bomb
Một chiếc SM.79 hoán cải thành bom bay điều khiển qua vô tuyến từ xa bằng một chiếc CANT Z.1007 "Alcione". (1 chiếc)

## Quốc gia sử dụng
Trong chiến tranh
 Brasil
- Không quân Brasil

 Nhà nước Độc lập Croatia

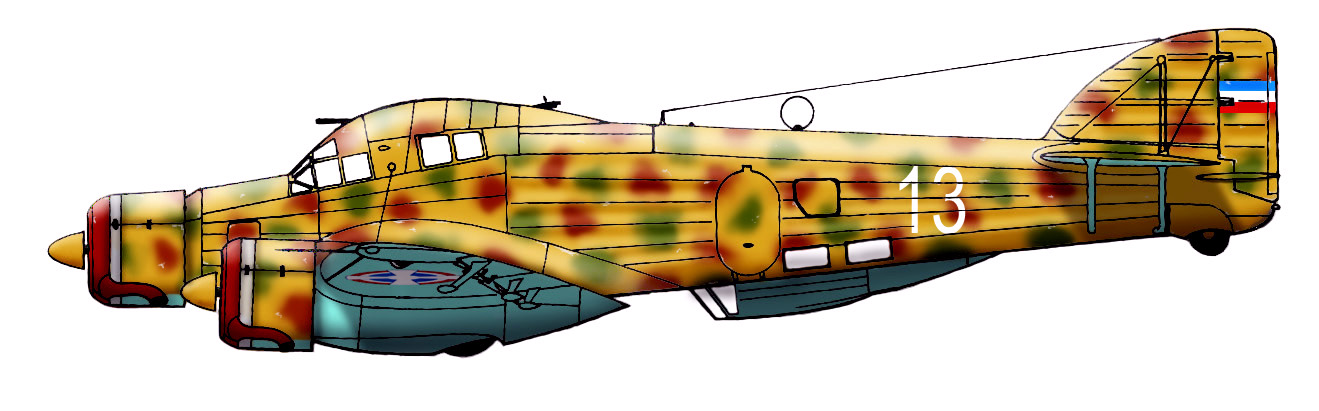
SM.79 của Nam Tư

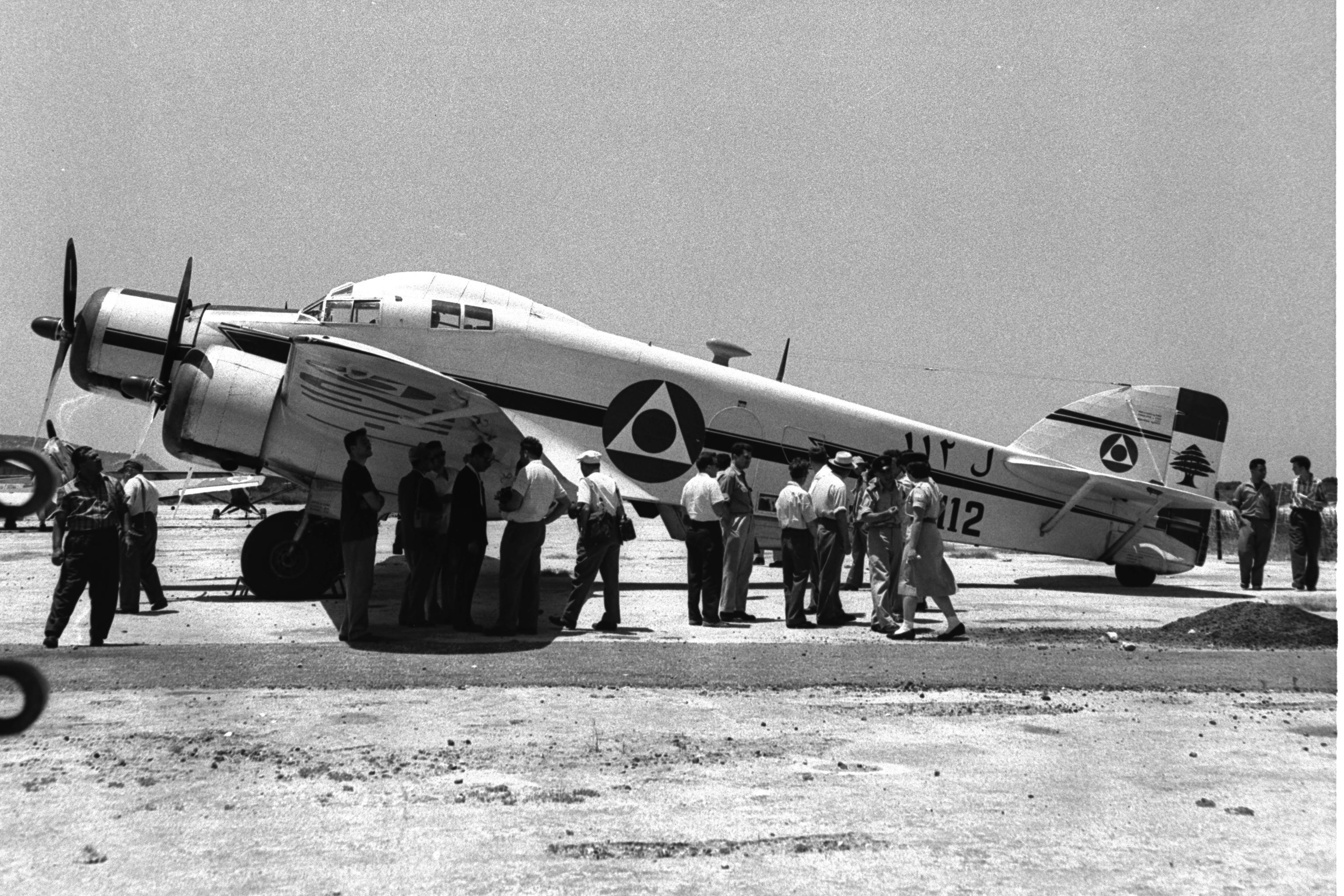
SM.79 của Liban

- Zrakoplovstvo Nezavisne Države Hrvatske

 Đức Quốc xã
- Luftwaffe

 Iraq
- Không quân Hoàng gia Iraq[5]

 Vương quốc Ý
- Regia Aeronautica

 Cộng hòa Xã hội Ý
- Aeronautica Nazionale Repubblicana

 Vương quốc Romania
- Không quân Hoàng gia Romania

 Nhà nước Tây Ban Nha
- Không quân Tây Ban Nha

 Vương quốc Nam Tư
- Không quân Hoàng gia Nam Tư

 Anh Quốc
- Không quân Hoàng gia[6]

Sau chiến tranh
 Ý
- Aeronautica Militare

 Liban
- Không quân Liban

## Tính năng kỹ chiến thuật (SM.79-III)

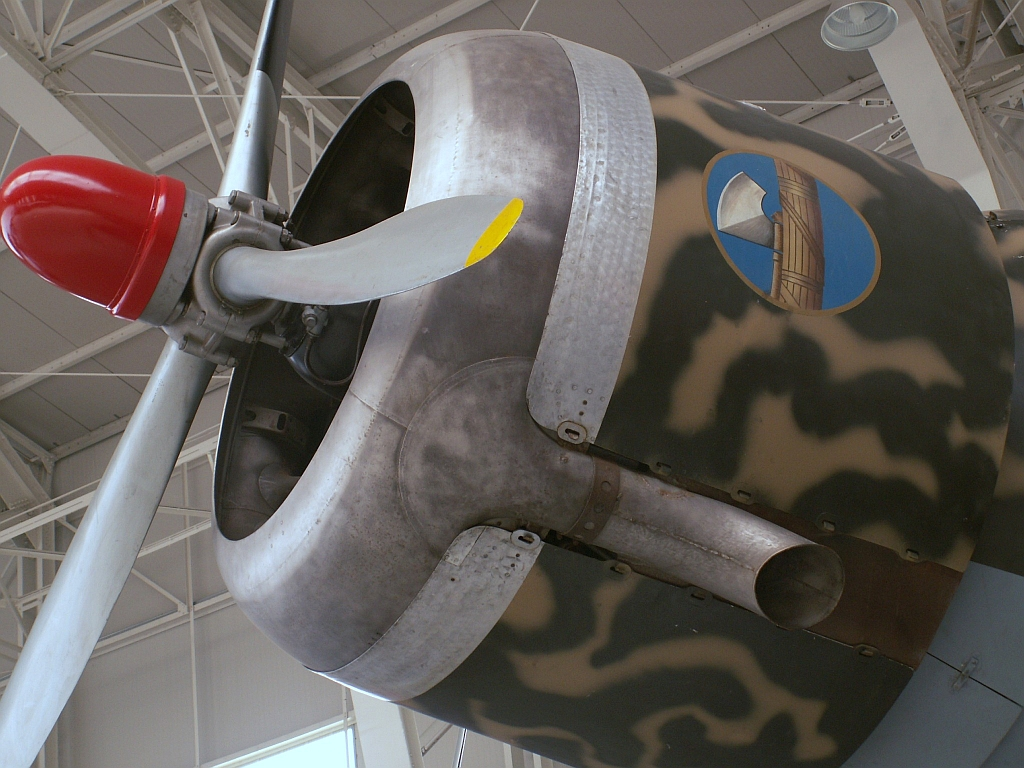
Động cơ ở giữa

### Đặc điểm riêng
- Tổ lái: 6
- Chiều dài: 16,2 m (53 ft 2 in)
- Sải cánh: 20,2 m (66 ft 3 in)
- Chiều cao: 4,1 m (13 ft 6 in)
- Diện tích cánh: 61,7 m² (664 ft²)
- Trọng lượng rỗng: 7.700 kg (16.975 lb)
- Trọng lượng có tải: 10.050 kg (25.132 lb)
- Động cơ: 3 × Alfa Romeo 128-RC18, 642 kW (860 hp) mỗi chiếc

### Hiệu suất bay
- Vận tốc cực đại: 460 km/h (286 mph)
- Tầm bay: 2.600 km (1.615 mi
- Trần bay: 7.500 m (24.600 ft)
- Vận tốc lên cao: 5,3 m/s (1.050 ft/phút)
- Lực nâng của cánh: 165 kg/m² (33,8 lb/ft²)
- Lực đẩy/trọng lượng: 0,173 kW/kg (0,106 hp/lb)

### Vũ khí
- 1 pháo MG 151 20 mm (0,79 in)
- 1 súng máy Breda-SAFAT 12,7 mm (0,5 in)
- 2 súng máy 7,7 mm (0,303 in)
- 1.200 kg (2.645 lb) bom hoặc 2 quả ngư lôi 450 mm (17,72 in)